# Erno Seifriz
Erno Seifriz (* 15. März 1932 in Wiesensteig, Schwäbische Alb; † 4. April 2012) war ein deutscher Musikdidaktiker, Musikhistoriker und Chorleiter.

## Leben
Seifriz studierte Naturwissenschaften in Tübingen und Schul- und Kirchenmusik in Stuttgart. Er war zunächst in Hechingen und Friedrichshafen im Schuldienst tätig.
1962 wurde er Musikdozent an der neu eingerichteten Pädagogischen Hochschule Weingarten, 1963 dort Professor für Musik. Er gründete 1963 den Oberschwäbischen Kammerchor und war bis 2007 dessen Leiter. Er leitete mit dem Chor zahlreiche Oratorienkonzerte, ab 1970 in den von ihm begründeten „Wolfegger Konzerten“, ab 1981 auch in der Basilika St. Martin. Außerdem war er Gründer und langjähriger Leiter des Hochschulchors der PH Weingarten und des Kirchenchors der katholischen Kirchengemeinde St. Maria in Weingarten. Für seine Chöre komponierte Seifriz auch eigene Werke.
Seifriz erforschte seit Beginn seiner Tätigkeit in Weingarten die Musikgeschichte der Reichsabtei Weingarten, edierte klösterliche Musik aus Weingarten und aus anderen oberschwäbischen Klöstern und führte sie mit dem Oberschwäbischen Kammerchor und anderen Ensembles auf. Sein Aufsatz Musikschaffen und Musikleben in Oberschwaben von 1971 stellt den ersten wissenschaftlichen Überblick über die Musikgeschichte der Region dar. Seifriz war maßgeblich für die Wiederentdeckung der Klosterkomponisten Jakob Reiner (um 1559–1606) und Michael Kraf (um 1580–1627) verantwortlich und spielte deren Werke auf Tonträger und für Rundfunksendungen im SWF ein. Das Basilikakonzert 1989 mit Werken von Michael Kraf wurde auch im Fernsehen übertragen.
Seifriz war von 1964 bis 2004 Vorsitzender des Kulturkreises der Stadt Weingarten.

## Ehrungen
- 1980: Kulturpreis der Städte Ravensburg und Weingarten
- 1984: Ehrennadel des Landes Baden-Württemberg
- 1990: Verdienstkreuz am Bande des Verdienstordens der Bundesrepublik Deutschland
- 1992: Preis der Stiftung für Kunst und Wissenschaft der Württembergischen Hypothekenbank
- 2004: Heimatmedaille des Landes Baden-Württemberg

## Veröffentlichungen (Auswahl)

### Autorschaft
- Musikschaffen und Musikleben in Oberschwaben. In: Stefan Ott (Hrsg.): Oberschwaben. Gesicht einer Landschaft. Otto Maier, Ravensburg 1971, ISBN 3-473-43555-4, S. 235–280.
- Jakob Reiners Chorlied „Behüt euch Gott“ – eine kleine Abschiedsrede. In: „Communicatio enim amicitia“. Freundesgabe für Ulrich Hötzer. Hochschul-Verlag, Freiburg im Breisgau 1983, ISBN 3-8107-5013-1, S. 205–220.
- Jakob Reiner und seine Litanei zum Heiligen Blut. In: 900 Jahre Heilig-Blut-Verehrung in Weingarten 1094–1994. Festschrift zum Heilig-Blut-Jubiläum am 12. März 1994. Thorbecke, Sigmaringen 1994, ISBN 3-7995-0398-6, S. 281–294.
- Was macht die Musik im Schloss Oranien? Die Säkularisation der Musikkultur im Kloster Weingarten. In: Alte Klöster – neue Herren. Die Säkularisation im deutschen Südwesten 1803. Thorbecke, Ostfildern 2003, ISBN 3-7995-0212-2, Band 2, Teil 2, S. 1333–1342.
- Cantores, Kapellmeister und komponierende Patres. Musik im Kloster Weingarten. In: „Schwabenspiegel“. Literatur vom Neckar bis zum Bodensee 1000–1800. Band 2: Aufsätze. OEW, Ulm 2003, ISBN 3-937184-01-5, S. 227–234.
- Wer ist der Autor des „Salve Regina“? Anmerkungen zu Hermannus Contractus und seinem Beitrag zur Musikgeschichte. In: Im Oberland. 16. Jahrgang 2005, Heft 2, S. 37–42.
- „Des Jubels klare Welle in der Stadt der Donauquelle“. Musik am Hofe der Fürsten von Fürstenberg in Donaueschingen im 18. und 19. Jahrhundert. In: Mark Hengerer und Elmar L. Kuhn (Hrsg.): Adel im Wandel. Oberschwaben von der frühen Neuzeit bis zur Gegenwart. Verlag Thorbecke, Ostfildern 2006, ISBN 978-3-7995-0216-0, Band 1, S. 363–376.
- Ein Fässchen Weingartischer Rotwein für den Fürsten der Musik: Die Beziehungen Orlando di Lassos zum Kloster auf dem Martinsberg. In: Im Oberland. 18. Jahrgang 2007, Heft 2, S. 50–58.
- Oberschwäbischer Kammerchor 1963 bis 2007. Notizen des Chorleiters. In: Im Oberland. 20. Jahrgang 2009, Heft 2, S. 36–44.
- Begegnungen: Chopin, Schumann und Heine. Nachklänge zum Internationalen Bodenseefestival 2010. In: Leben am See. Jahrbuch des Bodenseekreises. 28. Jahrgang 2011, S. 251–259.

### Herausgeberschaft
- „Ringel Ringel Reihe“. Die ersten Lieder, Spiele und Reime. (Auswahl: Erno Seifriz). Otto Maier, Ravensburg 1969
- Das Liederboot. Lieder und Songs der weiten Welt. (Auswahl: Erno Seifriz). Otto Maier, Ravensburg 1970
- Chorlieder der Renaissance von Komponisten zwischen Donau und Bodensee. Weingarten o. J.
- Jakob Reiner: Schöne neue teutsche Lieder. Nachdruck der Ausgabe 1581. Weingarten o. J.